# حنان عبد القادر
حنان عبد القادر إسماعيل عاشور، أديبة وصحافية مصرية، من مواليد محافظة الشرقية 1964 م.

## دراستها وعملها
- حاصلة على ليسانس الآداب والتربية قسم اللغة العربية جامعة طنطا عام 1986، ثم دبلوم خاص تربوي، والماجستير جامعة طنطا عام 1989 م.

حاصلة على الدكتوراه الفخرية في المجالات الاتية:
- التدريب والتنمية المستدامة من أكاديمية أطوار للتنمية العلمية والبحثية بالعراق،
- الإعلام وعلوم المجتمع من جامعة « Unitelematic Star» - لندن.

### وفي مجال التدريب:
- مدرب مدربين معتمد (TOT) من جامعة «Dover» - أمريكا.

وهي تكتب القصة والرواية، والشعر الفصيح والعامي، ولها كتابات للطفل نشرت  في مجلة العربي الصغير وغيرها.
عملت بالإذاعة مدة أربع سنوات في البرامج الثقافية والدرامية، ورشحت للإشراف المسرحي في وزارة التربية بجمهورية مصر العربية 
عملت محررة صحافية في مجلات: أوقات، المبدعون، البشاير، السياحة والسفر، وجريدة الرأي العام، والقبس، والطليعة ، كما لها تجارب في الفن التشكيلي.

## عضوياتها
- عضو عامل باتحاد الكتاب بجمهورية مصر العربية.
- عضو بنقابة الصحافيين الكويتية.
- عضو اتحاد الصحافيين العالميين.
- عضو في حركة شعراء العالم بالأرجنتين.
- عضو في رابطة الأدب العالمي « ILACT » ألمانيا.

## نشاطاتها
- مستشار تحرير بموقع حانة الشعراء الثقافي.
- المدير المؤسس لمشروع «حكايا حنُّونة» التطوعي الخاص بالأطفال.
- إدارة نشاط سينما الطفل في نادي الكويت للسينما 2014 - 2016.
- محاضر غير متفرغ بالهيئة العامة لقصور الثقافة بجمهورية مصر العربية.
- محاضر معتمد  في التنمية البشرية ومدرب مدربين معتمد في أكثر من جهة.
- شاركت في العديد من المعارض التشكيلية العربية والعالمية.
- شاركت في المهرجان العالمي للشعر احتفالا بيوم الشعر العالمي برعاية اليونسكو.
- شاركت في العديد من الفعاليات الثقافية والأدبية علي الساحة العربية،
- قدمت برنامج ” عشق الكلمات ” في إذاعة شكراfm بالكويت لمدة عام.
- عملت محررة صحافية في عدة صحف منها: الراي - القبس - الطليعة.

## كتاباتها
تنشر كتاباتها في الجرائد والمجلات المحلية والعربية مثل: العربي، الكويت، الصدى، المرابع، البيان، المبدعون، أوقات، البشائر، وجريدة الجمهورية بمصر، الرأي العام، القبس، الأنباء، النهار، الطليعة، السياسة، الدار، ولها باب ثابت في مجلة البشائر تحت عنوان:«أمم أمثالكم» -
لها عمود أسبوعي بجريدة الرأي العام بعنوان: «ماذا لو؟»
- لها كتابات عديدة على الشبكة العنكبوتية.

## تناول أعمالها بالنقد والدراسة
- الدكتور محمد حسن عبد الله
- الدكتورة نسيمة الغيث
- الدكتور شريف سعد الجيار
- الدكتور حسام عقل
- الشاعر وليد الزوكاني
- الدكتور حسين خراز
- الشاعر أحمد فؤاد نجم
- الشاعر مختار عيسى
- الشاعر محمود الشاذلي.
- الدكتور مصطفى جمعة

## مشاركاتها
- درس لها بعض النصوص القصصية في كلية الآداب جامعة الكويت.
- درس لها بعض النصوص في المناهج الدراسية الكويتية بالمرحلة الثانوية.
- أنشد لها بعض القصائد أشهرها: «ساحة العلم» للمنشد حمود الخضر.
- أنشودة: «درب الحياة» للمنشد محمد السالم، و «منتدى البنات» للمنشد عمر المعيادي.
- أنشودة: «حيوا الشموس» للمنشد إبراهيم النقيب.
- أغنية: «صباح الفل» لحنها الموسيقار فاروق سلامة، وغناها المطرب علي شبانة.
- شاركت في مهرجان ربيع الشعر العربي الثالث الذي أقامته مؤسسة جائزة عبد العزيز سعود البابطين للشعر العربي عام 2010م.
- لها بعض القراءات النقدية في القصة القصيرة كانت تذاع في برنامج «من هذا الوطن» على موجة البرنامج الثاني بدولة الكويت.
- لها محاضرات مختلفة في التنمية البشرية وتطوير الذات.
- لها عديد من اللقاءات الإذاعية والتليفزيونية داخل مصر وخارجها،

## إصداراتها

### في الشعر:
- لا تدعني أرتحل (مجموعة شعرية) 1999 م.
- دنــدنـــة (مجموعة شعرية بالعامية المصرية) 2000 م.
- عدنـان...عـُدْ (مجموعة شعرية) 2001 م.
- أفئدة اليمام (مجموعة شعرية) 2014 م.
- رفيف (مجموعة شعرية) 2015 م.
- امنحني 9 كلمات - كتاب أدبي مشترك - 2016.

### في القصة والرواية:
- حدث ذات حلم - مجموعة قصصية - 2009.
- سيامي - رواية - 2025.

### في أدب الطفل:
- صغيرٌ يعيد تشكيل وجه الحلم - شعر بالعامية في هدهدة الوليد - 2008.
- البطة الملكية - سلسلة حكايا حنُّونة - 2019.
- هيّا نلون - مسرحية شعرية - صدرت عن المركز القومي للطفل - مصر - 2023.

#### ولها عدة كتب تجت الطبع في الشعر والقصة والنقد وأدب الطفل.
لها تحت الطبع:
- النملة الشجاعة (مجموعة قصصية للأطفال)
- ملامح (مجموعة شعرية)
- على كتف الطريق (مجموعة قصصية)
- رؤى الوجدان.. (تحليقات في عوالم بعض النصوص الأدبية)... كتاب في النقد الأدبي.

## الوصلات الخارجية
1. مقال حول ديوان «عدنان... عد» للشاعرة حنان عبد القادر
2. موسوعه الشاعره حنان عبد القادر
3. مقال «الشعر متوهجا في المجموعة القصصية «حدث ذات حلم» لـ «حنان عبد القادر» انكسارات الذات والهروب الرومانسي...الأنثى والقهر الاجتماعي والاستعلاء الذكوري»
4. https://atunispoetry.com/2025/03/30/hanaan-abdelkader-ashour-egypt/
5. https://www.polismagazino.gr/hanaan-abdelkader-ashour-creature-of-the-night/
6. https://www.alraimedia.com/search/?query=%D8%AD%D9%86%D8%A7%D9%86+%D8%B9%D8%A8%D8%AF+%D8%A7%D9%84%D9%82%D8%A7%D8%AF%D8%B1
7. https://poetspub.com/?s=%D8%AD%D9%86%D8%A7%D9%86+%D8%B9%D8%A8%D8%AF+%D8%A7%D9%84%D9%82%D8%A7%D8%AF%D8%B1
8. https://alantologia.com/blogs/blog/4353/
9. https://www.youtube.com/channel/UCM0-H4YxTgHVJtLC7TZdfAg
10. https://www.diwanalarab.com/_%D8%AD%D9%86%D8%A7%D9%86-%D8%B9%D8%A8%D8%AF-%D8%A7%D9%84%D9%82%D8%A7%D8%AF%D8%B1_